# プジョー・ノーチラス
プジョー・ノーチラス (Peugeot Nautilus) は1997年のジュネーブモーターショーで発表されたプジョーのコンセプトカーである。

## 概要
ノーチラスは605のプラットフォームをベースに開発された。デザインはピニンファリーナに在籍していた奥山清行によるもので、全長約5mのと605より長いボディはドイツのセダンを意識して作られた。デザインは海からインスピレーションを受けたもの。 

エンジンは2.9L V6エンジンを搭載し、トランスミッションは6速マニュアルトランスミッションを組み合わせ、最高出力197PS、最大トルク272Nmを発揮する。

## 参照
1. ↑   https://www.allcarindex.com/concept/france/peugeot/nautilus
2. ↑   https://www.carswp.com/peugeot-nautilus-1997-specs-15803
3. ↑  https://www.carrozzieri-italiani.com/listing/peugeot-nautilus/#google_vignette
4. ↑  http://www.diseno-art.com/encyclopedia/concept_cars/peugeot_nautilus.html#google_vignette
5. ↑  https://www.carfolio.com/peugeot-nautilus-95216